# Tolphorea volans
Tolphorea volans is een keversoort uit de familie kniptorren (Elateridae). De wetenschappelijke naam van de soort werd voor het eerst geldig gepubliceerd in 1983 door Elena Gurjeva.